# Porky's Revenge
Porky's Revenge is een Amerikaanse komische film uit 1985.

## Rolverdeling
| Acteur           | Personage                |
| ---------------- | ------------------------ |
| Dan Monahan      | Edward "Pee Wee" Morris  |
| Mark Herrier     | Billy McCarty            |
| Wyatt Knight     | Tommy Turner             |
| Kaki Hunter      | Wendy Williams           |
| Tony Ganios      | Anthony "Meat" Tuperello |
| Scott Colomby    | Brian Schwartz           |
| Nancy Parsons    | Beulah Balbricker        |
| Eric Christmas   | Carter                   |
| Chuck Mitchell   | "Porky" Wallace          |
| Kimberly Evenson | Inga                     |
| Nancy Hassinger  | Pee Wee's Grootmoeder    |
| Rose McVeigh     | Miss Webster             |
| Wendy Feign      | Blossom                  |
| Fred Buch        | Dobish                   |
| Ilse Earl        | Morris                   |
| Bill Hindman     | Goodenough               |
| Ron Campbell     | Crutcher                 |
| Mal Jones        |                          |